# Grand Prix Formule 1 van Groot-Brittannië 1965
De Grand Prix Formule 1 van Groot-Brittannië 1965 werd gehouden op 10 juli op het circuit van Silverstone. Het was de vijfde race van het seizoen.

## Uitslag
| Pos. | Nr. | Coureur         | Constructeur   | Rondes | Tijd / Oorzaak uitval | Grid | Punten |
| ---- | --- | --------------- | -------------- | ------ | --------------------- | ---- | ------ |
| 1    | 5   | Jim Clark       | Lotus-Climax   | 80     | 2:05:25.4             | 1    | 9      |
| 2    | 3   | Graham Hill     | BRM            | 80     | +3,2 s                | 2    | 6      |
| 3    | 1   | John Surtees    | Ferrari        | 80     | +27,6 s               | 5    | 4      |
| 4    | 6   | Mike Spence     | Lotus-Climax   | 80     | +39,6 s               | 6    | 3      |
| 5    | 4   | Jackie Stewart  | BRM            | 80     | +1:14.6               | 4    | 2      |
| 6    | 7   | Dan Gurney      | Brabham-Climax | 79     | +1 Ronde              | 7    | 1      |
| 7    | 15  | Jo Bonnier      | Brabham-Climax | 79     | +1 Ronde              | 14   |        |
| 8    | 17  | Frank Gardner   | Brabham-BRM    | 78     | +2 Rondes             | 13   |        |
| 9    | 16  | Jo Siffert      | Brabham-BRM    | 78     | +2 Rondes             | 18   |        |
| 10   | 9   | Bruce McLaren   | Cooper-Climax  | 77     | +3 Rondes             | 11   |        |
| 11   | 24  | Ian Raby        | Brabham-BRM    | 73     | +7 Rondes             | 20   |        |
| 12   | 12  | Masten Gregory  | BRM            | 70     | +10 Rondes            | 19   |        |
| 13   | 22  | Richard Attwood | Lotus-BRM      | 63     | +17 Rondes            | 16   |        |
| 14   | 10  | Jochen Rindt    | Cooper-Climax  | 62     | Motor                 | 12   |        |
| NF   | 23  | Innes Ireland   | Lotus-BRM      | 41     | Motor                 | 15   |        |
| NF   | 20  | John Rhodes     | Cooper-Climax  | 38     | Ontsteking            | 21   |        |
| NF   | 18  | Bob Anderson    | Brabham-Climax | 33     | Versnellingsbak       | 17   |        |
| NF   | 14  | Denny Hulme     | Brabham-Climax | 29     | Alternator            | 10   |        |
| NF   | 11  | Richie Ginther  | Honda          | 26     | Injectie              | 3    |        |
| NF   | 2   | Lorenzo Bandini | Ferrari        | 2      | Motor                 | 9    |        |
| NS   | 8   | Jack Brabham    | Brabham-Climax | 0      | Niet gestart          | 8    |        |
| NQ   | 25  | Alan Rollinson  | Cooper-Ford    |        |                       |      |        |
| NQ   | 26  | Brian Gubby     | Lotus-Climax   |        |                       |      |        |

## Statistieken
| Pole-position | Jim Clark   | Lotus-Climax | 1:30.8 |
| Snelste ronde | Graham Hill | BRM          | 1:32.2 |

## Noot
- Dit was het debuut van de Britse coureurs Alan Rollinson, John Rhodes en Brian Gubby.
- Vijfde Grand Prix-start voor een Oostenrijkse coureur.

1926 · 1927 · 1948 · 1949 · 1950 · 1951 · 1952 · 1953 · 1954 · 1955 · 1956 · 1957 · 1958 · 1959 · 1960 · 1961 · 1962 · 1963 · 1964 · 1965 · 1966 · 1967 · 1968 · 1969 · 1970 · 1971 · 1972 · 1973 · 1974 · 1975 · 1976 · 1977 · 1978 · 1979 · 1980 · 1981 · 1982 · 1983 · 1984 · 1985 · 1986 · 1987 · 1988 · 1989 · 1990 · 1991 · 1992 · 1993 · 1994 · 1995 · 1996 · 1997 · 1998 · 1999 · 2000 · 2001 · 2002 · 2003 · 2004 · 2005 · 2006 · 2007 · 2008 · 2009 · 2010 · 2011 · 2012 · 2013 · 2014 · 2015 · 2016 · 2017 · 2018 · 2019 · 2020 · 2021 · 2022 · 2023 · 2024 · 2025 · 2026 · 2027 · 2028 · 2029 · 2030 · 2031 · 2032 · 2033 · 2034